# Єтмір Краснічі
Єтмір Краснічі (алб. Jetmir Krasniqi; нар. 1 січня 1995, Кліна) — косовський футболіст, півзахисник клубу «Лугано».
Виступав, зокрема, за клуби «Лозанна» та «Ле Монт», а також національну збірну Косова.

## Клубна кар'єра
Народився 1 січня 1995 року в місті Кліна. Вихованець юнацьких команд футбольних клубів «Лозанна» та «Стад Ньоне».
У дорослому футболі дебютував 2014 року виступами за команду клубу «Лозанна», в якій провів два сезони, взявши участь у 31 матчі чемпіонату.
Своєю грою за цю команду привернув увагу представників тренерського штабу клубу «Ле Монт», до складу якого приєднався 2016 року.
Протягом 2017—2018 років захищав кольори команди клубу «К'яссо».
До складу клубу «Лугано» приєднався 2018 року.

## Виступи за збірні
У 2014 році дебютував у складі юнацької збірної Швейцарії (U-20), загалом на юнацькому рівні взяв участь у 5 іграх.
Того ж року залучався до складу молодіжної збірної Швейцарії. На молодіжному рівні зіграв в одному офіційному матчі.
2018 року дебютував в офіційних матчах у складі національної збірної Косова.
| Дата      | Місто | Господарі | Результат | Гості  | Турнір           | Голи | Примітки |
| --------- | ----- | --------- | --------- | ------ | ---------------- | ---- | -------- |
| 29-5-2018 | Цюрих | Албанія   | 0 – 3     | Косово | товариський матч | -    | 68' 76'  |
| Усього    |       | Матчів    | 1         |        | Голів            | 0    |          |